# Angers SCO
A Angers Sporting Club de l’Ouest (röviden Angers SCO, vagy Angers) egy 1919-ben alapított francia labdarúgócsapat, melynek székhelye Angers-ben található. A klub színei: fekete és fehér. Hazai pályájuk a Stade Jean Bouin, melynek befogadóképessége 18 000 fő. A csapat jelenleg a francia első osztályban szerepel.

## Történelem
A klubot 1919-ben, a Francia labdarúgó-szövetség megalakulásának évében alapították.
A klub az első két osztály között ingázott, egy rövid időszakot, a 2006-07-es idényt leszámítva nem is szerepelt a másodosztálynál lejjebb. Először 1945-ben szerepeltek a másodosztályban, az északi csoportba kerültek, az idény végén pedig harmadikok lettek. Az 1972-73-as szezonban szerepeltek az UEFA-kupában, miután a csapat az azt megelőző idényben negyedikként végzett.
A 2014-15-ös másodosztályú szezonban feljutottak az élvonalba. 2017. május 28-án a Coupe de France döntőjében, a Paris Saint-Germain ellen játszottak, a mérkőzést 0-1-re elveszítették. A szezon végén a 14. helyen végeztek. A 2018-19-es idényt tizenharmadikként fejezték be. A 2019-20-as szezonban a 11. helyen végeztek, a bajnokságot 2020. április 28-án, a koronavírus miatt a francia miniszterelnök befejezettnek nyilvánította.

## Jelenlegi keret
Utolsó módosítás: 2023. február 1.
*A vastaggal jelzett játékosok felnőtt válogatottsággal rendelkeznek.
**A dőlttel jelzett játékosok kölcsönben szerepelnek a klubnál.

| Mezszám                | Név                  | Nemzetiség       | Születési hely        | Születési idő (kor)            | Korábbi csapat            | Érték(€)  | Szerződés lejárta |
| Kapusok                | Kapusok              | Kapusok          | Kapusok               | Kapusok                        | Kapusok                   | Kapusok   | Kapusok           |
| ---------------------- | -------------------- | ---------------- | --------------------- | ------------------------------ | ------------------------- | --------- | ----------------- |
| 1                      | Paul Bernardoni      | FRA              | Évry                  | 1997. április 18. (27 éves)    | AS Saint-Étienne          | 5 000 000 | 2024.06.30.       |
| 16                     | Melvin Zinga         | FRA · COG        | Montivilliers         | 2002. március 16. (23 éves)    | Le Havre AC               | 100 000   | 2023.06.30.       |
| 30                     | Yahia Fofana         | FRA · CIV        | Párizs                | 2000. augusztus 21. (24 éves)  | Le Havre AC               | 2 500 000 | 2026.06.30.       |
| 40                     | Théo Borne           | FRA              | Montbéliard           | 2002. július 15. (22 éves)     | Utánpótlásból került fel  | 100 000   | 2023.06.30.       |
| Védők                  |                      |                  |                       |                                |                           |           |                   |
| 3                      | Souleyman Doumbia    | CIV · FRA        | Párizs                | 1996. szeptember 24. (28 éves) | Stade Rennais FC          | 3 000 000 | 2023.06.30.       |
| 4                      | Halid Šabanović      | BIH              | Szarajevó             | 1999. augusztus 22. (25 éves)  | FK Sarajevo               | 800 000   | 2025.06.30.       |
| 5                      | Miha Blažič          | SVN              | Koper                 | 1993. május 8. (31 éves)       | Ferencvárosi TC           | 2 000 000 | 2025.06.30.       |
| 8                      | Faouzi Ghoulam       | DZA · FRA        | Saint-Priest-en-Jarez | 1991. február 1. (34 éves)     | SSC Napoli                | 1 000 000 | 2023.06.30.       |
| 22                     | Cédric Hountondji    | BEN · FRA        | Toulouse              | 1994. január 19. (31 éves)     | Clermont Foot             | 3 000 000 | 2026.06.30.       |
| 25                     | Abdoulaye Bamba      | CIV · ITA        | Abidjan               | 1990. április 25. (34 éves)    | Dijon FCO                 | 400 000   | 2023.06.30.       |
| 27                     | Ali Kalla            | FRA · CMR        | Párizs                | 1998. április 23. (26 éves)    | Tours FC                  | 100 000   | 2023.06.30.       |
| 29                     | Ouasmane Camara      | FRA · MLI        | Párizs                | 2003. április 6. (21 éves)     | Paris FC                  | 2 000 000 | 2026.06.30.       |
| 31                     | Ilyes Chetti         | DZA              | Annaba                | 1995. január 22. (30 éves)     | Espérance Tunis           | 500 000   | 2026.06.30.       |
| 94                     | Yan Valery           | TUN · FRA        | Champigny-sur-Marne   | 1999. február 22. (26 éves)    | Southampton FC            | 2 500 000 | 2026.06.30.       |
| Középpályások          |                      |                  |                       |                                |                           |           |                   |
| 2                      | Batista Mendy        | FRA · GNB        | Saint-Nazaire         | 2000. január 12. (25 éves)     | FC Nantes                 | 3 000 000 | 2024.06.30.       |
| 6                      | Nabil Bentaleb       | DZA · FRA        | Lille                 | 1994. november 24. (30 éves)   | FC Schalke 04             | 5 000 000 | 2025.06.30.       |
| 10                     | Himad Abdelli        | FRA · DZA        | Montivilliers         | 1999. november 17. (25 éves)   | Le Havre AC               | 1 200 000 | 2026.06.30.       |
| 12                     | Zinédine Ould Khaled | FRA · DZA        | Alfortville           | 2000. január 14. (25 éves)     | Utánpótlásból került fel  | 250 000   | 2025.06.30.       |
| 14                     | Yassin Belkhdim      | MAR · FRA        | Meulan-en-Yvelines    | 2002. február 14. (23 éves)    | FC Mantois                | 100 000   | 2025.06.30.       |
| 17                     | Ibrahim Amadou       | FRA · CMR        | Douala                | 1993. április 6. (31 éves)     | FC Metz                   | 1 800 000 | 2023.06.30.       |
| 24                     | Jean-Mattéo Bahoya   | FRA · CMR        | Montfermeil           | 2005. május 7. (19 éves)       | Utánpótlásból került fel  | 100 000   | 2025.06.30.       |
| 26                     | Waniss Taïbi         | FRA · DZA        | Limoges               | 2002. március 7. (23 éves)     | Utánpótlásból került fel  | 500 000   | 2025.06.30.       |
| Támadók                |                      |                  |                       |                                |                           |           |                   |
| 7                      | Ibrahima Niane       | SEN · FRA        | M'bour                | 1999. március 11. (26 éves)    | FC Metz                   | 3 500 000 | 2023.06.30.       |
| 9                      | Loïs Diony           | FRA · Martinique | Mont-de-Marsan        | 1992. december 20. (32 éves)   | AS Saint-Étienne          | 1 000 000 | 2023.06.30.       |
| 11                     | Amine Salama         | FRA · MAR        | Párizs                | 2000. július 18. (24 éves)     | USL Dunkerque             | 1 800 000 | 2026.06.30.       |
| 15                     | Pierrick Capelle     | FRA              | Lesquin               | 1987. április 15. (37 éves)    | Clermont Foot             | 300 000   | 2023.06.30.       |
| 19                     | Abdallah Sima        | SEN              | Dakar                 | 2001. június 17. (23 éves)     | Brighton & Hove Albion FC | 7 000 000 | 2023.06.30.       |
| 20                     | Ulrick Eneme-Ella    | GAB · FRA        | Sens                  | 2001. május 22. (23 éves)      | Brighton & Hove Albion FC | 250 000   | 2025.06.30.       |
| 23                     | Adrien Hunou         | FRA · POL        | Évry                  | 1994. január 19. (31 éves)     | Minnesota United FC       | 3 500 000 | 2025.06.30.       |
| 28                     | Farid El Melali      | DZA · FRA        | Blida                 | 1997. május 5. (27 éves)       | Paradou AC                | 700 000   | 2023.06.30.       |
| 92                     | Sada Thioub          | SEN · FRA        | Nanterre              | 1995. június 1. (29 éves)      | Nîmes Olympique           | 2 000 000 | 2023.06.30        |
| Kölcsönadott játékosok |                      |                  |                       |                                |                           |           |                   |
| Név                    | Poszt                | Nemzetiség       | Születési hely        | Születési idő (kor)            | Kölcsönben itt            | Érték (€) | Kölcsön lejárta   |
| Marin Jakoliš          | támadó               | HRV              | Šibenik               | 1996. december 26. (28 éves)   | AEK Larnaca               | 900 000   | 2023.06.30.       |

## Fordítás
- Ez a szócikk részben vagy egészben  az   Angers SCO című angol Wikipédia-szócikk fordításán alapul.  Az eredeti cikk szerkesztőit annak laptörténete sorolja fel. Ez a jelzés csupán a megfogalmazás eredetét és a szerzői jogokat jelzi, nem szolgál a cikkben szereplő információk forrásmegjelöléseként.